# Беззвучна глътъчна проходна съгласна
Беззвучната глътъчна проходна съгласна представлява вид съгласен звук на речта, използван в някои човешки езици. Знакът за този звук в МФА е [ħ]. При транскрибирането от арабица и други писмености, звукът често бива записван чрез Ḥ, ḥ. Този съгласен звук обикновено се учленява в горната част на гълтача (носоглътъчни пътища).
Въпросният знак [ħ] не трябва да се бърка с подобните нему букви от сръбската кирилица Ћ, ћ и Ђ, ђ, нито с неславянската кирилска буква Һ, һ, използвана в бурятския, башкирския, килдин-саамския и др. езици. Наподобяващ е и математическият знак {\displaystyle \hbar }.

## Особености
- Начинът на учленение е проходен (търкав), което означава ограничаване на въздухопотока между учленителните органи, което създава завихряне.
- Мястото на учленение е глътъчно, при което дейният учленителен орган е задната част (коренът) на езика, който се доближава до неподвижния учленителен орган, в случая – гълтачът.
- Съгласната е беззвучна, сиреч гласните струни не трептят при нейното учленение.
- Устна съгласна (няма остатъчно въздухоизпускане през носа).
- Въздухоизпускането минава върху средно-страничната част на езика.
- Въздухопотокът е белодробен (белодробно-диафрагмен).

## Употреба
| Език        | Език                                | Дума                  | МФА        | Превод        | Пояснения                                                              |
| ----------- | ----------------------------------- | --------------------- | ---------- | ------------- | ---------------------------------------------------------------------- |
| абаза       | абаза                               | хIахъвы               | [ħaqʷǝ]    | камък         |                                                                        |
| абхазки     | абхазки                             | ҳара                  | [ħaˈra]    | ние           |                                                                        |
| адигейски   | адигейски                           | тхьэ                  | [tħa]      | Бог           |                                                                        |
| агулски     | агулски                             | -                     | [muħ]      | плевня        |                                                                        |
| арабски     | стандартен арабски                  | حال                   | [ħaːl]     | ситуация      |                                                                        |
| арабски     | тунизийски                          | weħid                 | [wɛħːɪd]   | един          |                                                                        |
| арчи        | арчи                                | хIал                  | [ħaːl]     | добре         |                                                                        |
| аварски     | аварски                             | xIебецI               | [ħeˈbetsʼ] | ушна кал      |                                                                        |
| берберски   | кабилейски                          | ⴰⵃⴻⴼⴼⴰⴼ aḥeffaf احفاف | [aħəfːaf]  | фризьор       |                                                                        |
| чеченски    | чеченски                            | хъач / ẋaç            | [ħatʃ]     | слива         |                                                                        |
| английски   | При говорещите стандартен британски | hat                   | [ħaʔt]     | шапка         | Гласилково /h/ за останалите.                                          |
| фински      | фински                              | tähti                 | [tæħti]    | звезда        | Понякога алофон на /h/.                                                |
| галисийски  | В някои диалекти                    | ghato                 | [ˈħato]    | котка         | Отговаря на /ɡ/ в други диалекти.                                      |
| иврит       | иврит                               | חַשְׁמַל                  | [ħaʃˈmal]  | електричество | Само при източните диалекти.                                           |
| кабардински | кабардински                         | кхъухь                | [q͡χʷəħ]    | кораб         |                                                                        |
| кюрдски     | Някои говорещи                      | hol                   | [ħol]      | околна среда  | Отговаря на /h/ в повечето кюрдски диалекти.                           |
| малтийски   | Стандартен                          | wieħed                | [wiħːet]   | едно          |                                                                        |
| сомалийски  | сомалийски                          | xood                  | [ħoːd]     | бастун        |                                                                        |
| украински   | украински                           | нігті                 | [ˈnʲiħtʲi] | нокти на ръце | Алофон на /ʕ/ (може да се запише и като /ɦ/) преди беззвучни съгласни. |